# 이비군

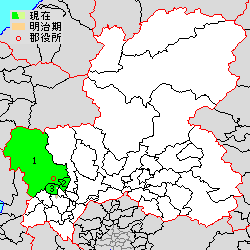
이비군의 위치

이비군(일본어: 揖斐郡, いびぐん)은 일본 기후현에 있는 군이다.
인구 60,159명, 면적 876.44km², 인구밀도 68.6명/km².(2025년 5월 1일, 추계인구)
이하 3정으로 구성된다.
- 이케다정(池田町)
- 이비가와정(揖斐川町)
- 오노정(大野町)

## 군역
1897년 행정 구역으로 발족 당시의 군역은 아래의 구역에 해당한다.
- 오가키시의 일부
- 이비가와정·오노정 전역
- 이케다정의 대부분
- 안파치군 고도정의 일부

## 역사
- 1897년 4월 1일 - 군제 시행에 따라 이케다군 및 오노군의 일부 구역으로 이비군이 발족. 동시에 아래의 정촌 통합이 진행되어, 이케다군 도쿠야마촌(徳山村)·가스가촌(春日村)·오노군 이비정(揖斐町)·기요미즈촌(清水村)·도요키촌(豊木村)(현 오노정)·요코쿠라촌(横蔵村)·기타가타촌(北方村)과 신설된 16촌이 소속됨. 따로 표기한 경우 외는 현 이비가와정.(1정 22촌)
  - 사카우치촌(坂内村) ← 이케다군 히로세촌, 사카모토촌, 가와카미촌
  - 야마토촌(大和村) ← 오노군 가미미나미가타촌, 보시마촌, 고쿠라쿠지촌, 와카마쓰촌
  - 고지마촌(小島村) ← 이케다군 고지마촌, 가미히가시노촌, 우에노촌, 와다촌, 오카촌, 이치바촌, 시라카시촌, 즈이간지촌, 구로다촌, 신구촌
  - 야기촌(養基村) ← 이케다군 다나카촌, 구쓰이촌, 가스가하라촌(현 이케다정), 하기나가촌(현 이비가와정)
  - 다니구미촌(谷汲村) ← 오노군 후카사카촌, 오호라촌, 나레촌, 도쿠즈미촌
  - 나가세촌(長瀬村) ← 오노군 나가세촌, 기레촌, 다카시나촌
  - 오노촌(大野村) ← 오노군 구로노촌, 아이바촌, 시모가타촌, 로쿠리촌, 아소촌(현 오노정)
  - 도미아키촌(富秋村) ← 오노군 이나토미촌, 간다케촌, 지나이촌, 이나바타촌, 후루카와촌(현 오노정)
  - 사이군촌(西郡村) ← 오노군 마쓰야마촌, 세코촌, 나카노모토촌, 우시보라촌(현 오노정)
  - 우구이스촌(鶯村) ← 오노군 구고촌, 료케촌, 오에비촌, 고에비촌(현 오노정)
  - 가와이촌(川合村) ← 오노군 가노촌, 가미이소촌, 구게촌, 혼조촌, 시모이소촌, 시모자쿠라촌, 고노리촌, 시모미나미가타촌(현 오노정), 니시자쿠라촌(현 안파치군 고도정)
  - 이케다촌(池田村) ← 이케다군 시모히가시노촌, 이케노촌, 로쿠노이촌, 우에다촌, 스나바타촌, 오노군 스기노촌(현 이케다정)
  - 혼고촌(本郷村) ← 이케다군 혼고촌, 하기와라촌, 고데라촌, 아오야나기촌, 다바타촌, 구사부카촌, 야마보라촌, 후지시로촌(현 이케다정)
  - 야와타촌(八幡村) ← 이케다군 야와타촌, 가타야마촌(현 이케다정), 이치하시촌(현 오기키시, 이케다정)
  - 미야지촌(宮地村) ← 이케다군 미야지촌, 한냐바타촌, 간조지촌, 단촌, 후나코촌, 고지촌(현 이케다정)
  - 구제촌(久瀬村) ← 이케다군 오토하라촌, 히가시쓰쿠미촌, 오즈촌, 가시바라촌, 히가시요코야마촌, 히가시스기하라촌, 미쿠라촌, 도쓰쿠미촌, 니시쓰쿠무촌, 히사카촌, 니시요코야마촌, 쓰루미촌
- 1922년 4월 1일 - 구제촌의 일부가 분리되어 후지하시촌(藤橋村)이 발족.(1정 23촌)
- 1932년 10월 1일 - 오노촌이 정제 시행으로 오노정(大野町)이 됨.(2정 22촌)
- 1950년
  - 4월 1일 - 이케다촌이 안파치군 기타히라노촌의 일부를 편입.
  - 8월 1일 - 혼고촌·이케다촌이 합병하여, 온치촌(温知村)이 발족.(2정 21촌)
- 1954년
  - 4월 1일 - 오노정·도요키촌·도미아키촌·사이군촌이 합병하여, 새로이 오노정이 발족.(2정 18촌)
  - 5월 1일 - 온치촌이 정제 시행과 개칭으로 이케다정(池田町)이 됨.(3정 17촌)
- 1955년 4월 1일(3정 11촌)
  - 이케다정·야와타촌·미야지촌이 합병하여, 새로이 이케다정이 발족.
  - 이비정·야마토촌·기타가타촌·기요미즈촌·고지마촌이 합병하여, 이비가와정(揖斐川町)이 발족.
- 1956년
  - 4월 1일(3정 10촌)
    - 우구이스촌이 오노정에 편입.
    - 이케다정의 일부가 후와군 아카사카정에 편입.

  - 9월 1일 - 다니구미촌·나가세촌이 합병하여, 새로이 다니구미촌이 발족.(3정 9촌)
  - 9월 30일 - 야기촌의 일부가 이비가와정에, 잔여부가 이케다정에 각각 편입.(3정 8촌)
- 1960년
  - 1월 1일(3정 6촌)
    - 가와이촌이 오노정에 편입.
    - 요코쿠라촌이 다니구미촌에 편입.

  - 4월 1일 - 오노정의 일부가 안파치군 고도정에 편입.
- 1987년 4월 1일 - 도쿠야마촌이 후지하시촌에 편입.(3정 5촌)
- 2005년 1월 31일 - 이비가와정·다니구미촌·가스가촌·구제촌·후지하시촌·사카우치촌이 합병하여, 새로이 이비가와정이 발족.(3정)